# Куртка

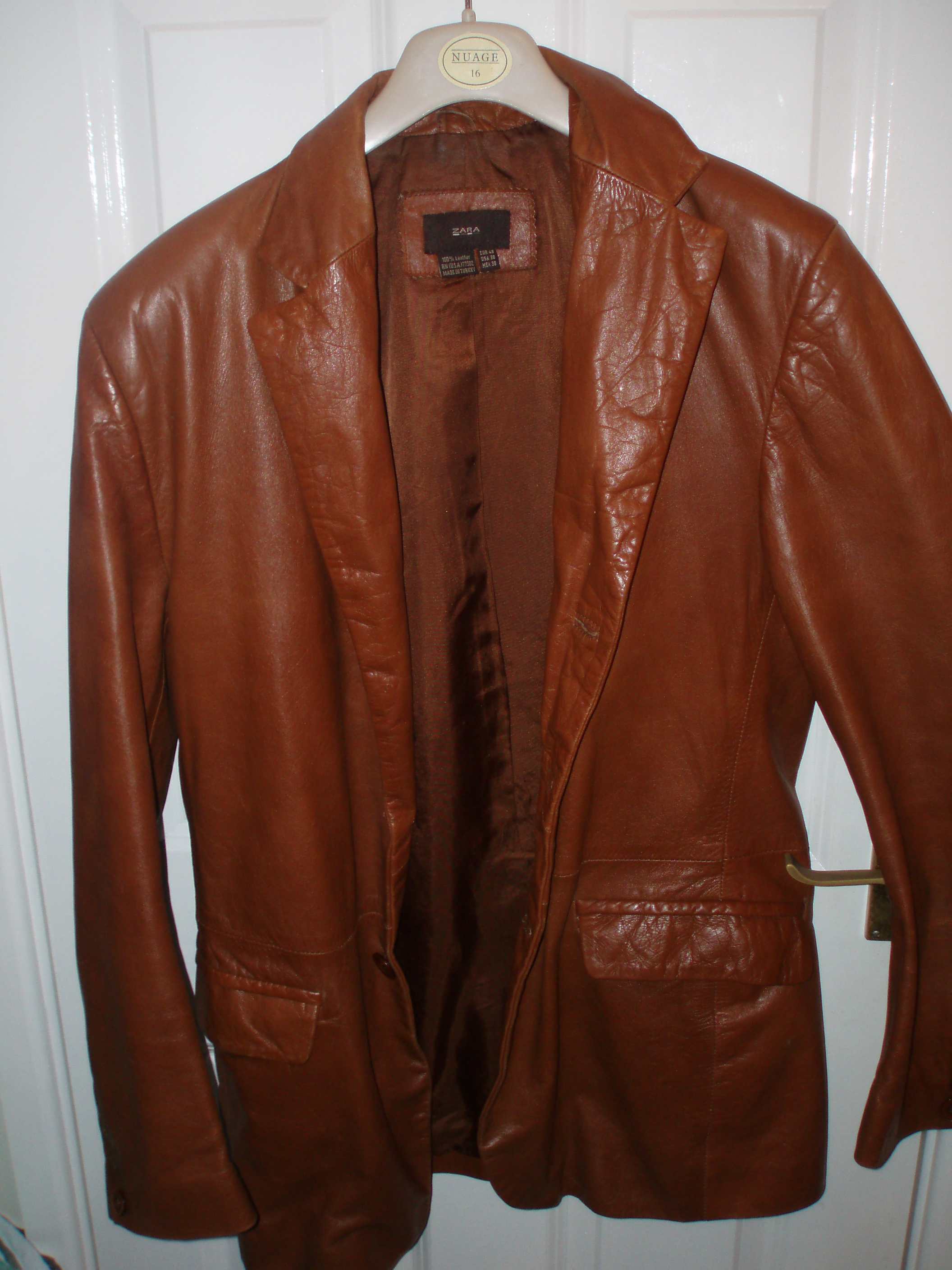
Куртка з вичиненої шкіри

Ку́ртка — короткий верхній одяг, наглухо застібуваний. Сучасні куртки виготовляють з водонепроникних тканин, шкіри, деніму. Іноді їх споряджають блискавкою й каптуром.

## Етимологія
Слово куртка походить з ранішого курта, яке запозичене через посередництво пол. і угор. kurta з середньолатинської мови, де curtus означало «короткий одяг» (первісне значення — «короткий»). Менш ймовірна тюркська етимологія: від тур. kürtä («короткий одяг»).

## Види
- Аляска
- Анорак
- Афганка
- Бомбер
- Бушлат
- Ватник — стьобана куртка на ваті
- Доломан — нижня гусарська куртка
- Косуха — куртка із звуженою талією і блискавкою навкоси
- Куртка — елемент традиційного українського строю
- Ментик — верхня гусарська куртка
- Френч
- Хаорі
- Denison — британська армійська куртка
- М-65 — американська армійська куртка